# Martha Oberndorfer
Martha Oberndorfer (* 9. Mai 1962 in Krems an der Donau) ist eine österreichische Managerin. Von Juni 2015 bis Juni 2018 war sie Generalsekretärin der Österreichischen Bundes- und Industriebeteiligungen (ÖBIB).

## Leben
Martha Oberndorfer wuchs in Krems an der Donau auf, wo sie auch die Schule besuchte. Nach der Matura studierte sie Betriebswirtschaft und Wirtschaftspädagogik an der Universität Linz. Nach Studienabschluss absolvierte sie ein MBA-Studium mit Spezialisierung auf Finanzanalyse an der University of Toronto. 1991 promovierte sie mit einer Dissertation über Ethisches Investment. Außerdem erwarb sie den Titel Chartered Financial Analyst (CFA).
1992 begann sie für die Bank Gutmann zu arbeiten, wo sie als Fondsmanagerin tätig war. 1997 wechselte sie zur Kommunalkredit Austria und 2006 in den Vorstand der Bundespensionskasse. Ab 2007 war sie als Geschäftsführerin eines Vermögens- und Unternehmensberatungsunternehmens tätig, das auf das Finanzmanagement der öffentlichen Hand spezialisiert war. 2008 wurde sie unter Finanzminister Wilhelm Molterer Vorstand der Österreichischen Bundesfinanzierungsagentur (OeBFA), wo sie für das Treasury der Republik Österreich verantwortlich zeichnete. In dieser Funktion folgte ihr Markus Stix nach, nachdem Oberndorfer mit 8. Juni 2015 als Nachfolgerin von Rudolf Kemler zur Generalsekretärin der Österreichischen Bundes- und Industriebeteiligungen (ÖBIB) bestellt wurde. Ihr Vertrag wurde zunächst auf drei Jahre bis 2018 abgeschlossen. Als Generalsekretärin der ÖBIB war sie unter anderem für die staatlichen Beteiligungen an der OMV, der Telekom Austria, der Österreichischen Post, der APK Pensionskasse und den Casinos Austria zuständig.
Ihr Vertrag als Generalsekretärin der ÖBIB endete Anfang Juni 2018, Oberndorfer bewarb sich nicht um eine Verlängerung. Bei der ÖBIB folgte ihr der bisherige Prokurist Walter Jöstl als interimistisch Leiter nach.
Sie hat Aufsichtsratsmandate bei der Immigon Portfolioabbau AG und dem Kärntner Ausgleichszahlungs-Fonds. Im April 2022 wurde sie Associate Partnerin bei dem auf Venture Capital und Private Equity spezialisierten Beratungs- und Beteiligungsunternehmen Venionaire Capital.